# Maisoncelles (Sarthe)
Maisoncelles es una comuna francesa situada en el departamento de Sarthe, en la región de Países del Loira.

## Demografía
| 290 | 242 | 200 | 204 | 177 | 204 | 192 |
| Para los censos de 1962 a 1999 la población legal corresponde a la población sin duplicidades (Fuente: INSEE [Consultar]) |     |     |     |     |     |     |